# Audímetro (sonido)

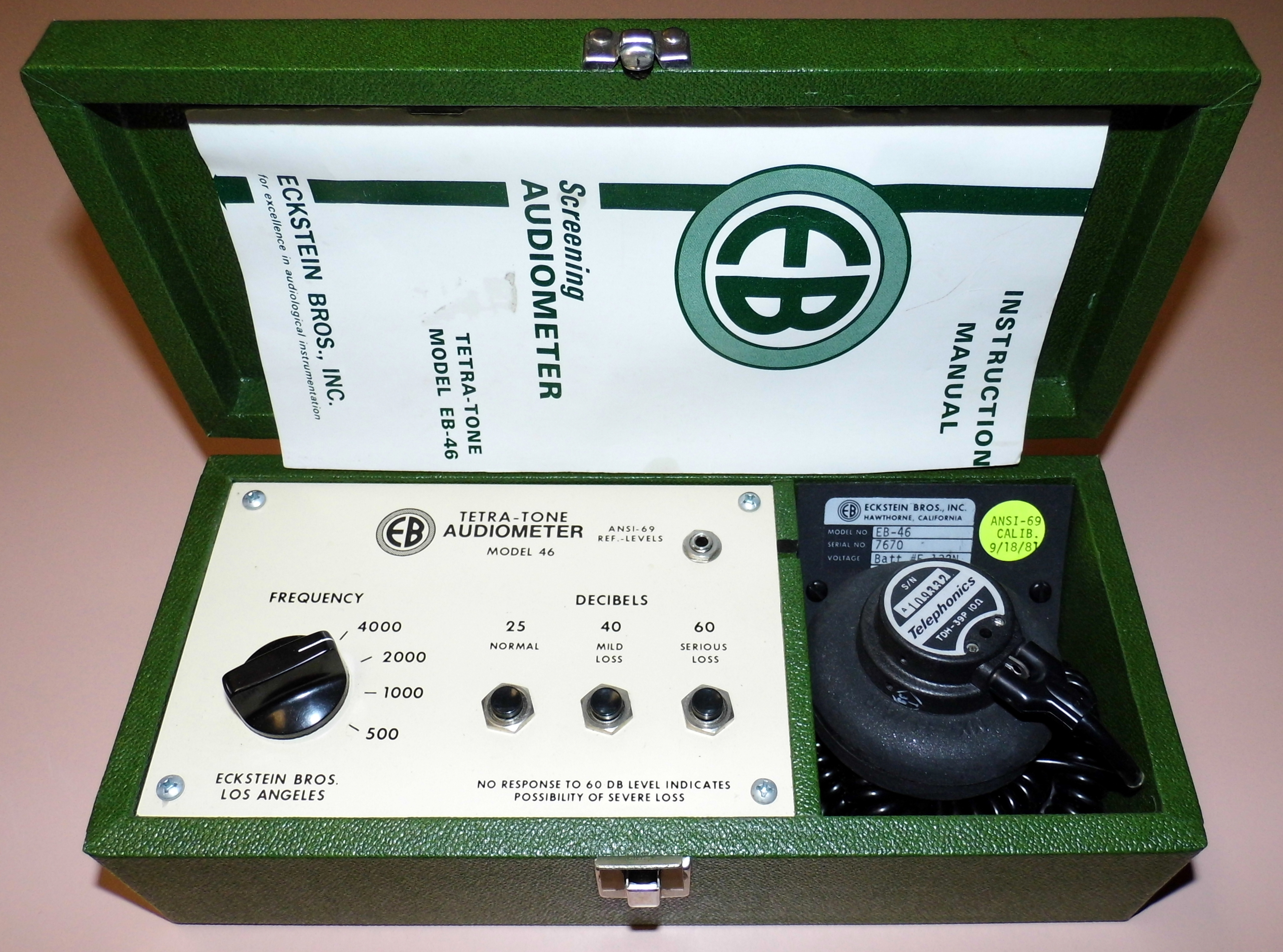
Audímetro portátil Tetra-Tone Model EB-46

Un audímetro o audiómetro es una máquina utilizada para evaluar la agudeza auditiva. Generalmente, consisten en una unidad de hardware integrada conectada a un par de auriculares y un botón pulsador de retroalimentación del sujeto de prueba, normalmente controlado por una PC estándar.
Los audiómetros son equipos estándar en clínicas de otorrinolaringología (oído, nariz, garganta) y en centros auditivos. Una alternativa a los audiómetros de hardware son los audiómetros de software, que están disponibles en muchas configuraciones diferentes. Los audiómetros de detección basados en PC utilizan una computadora estándar. Se usan más comúnmente en hospitales, centros de audiología y comunidades de investigación. Estos audiómetros también se utilizan para realizar pruebas audiométricas industriales. Algunos audiómetros incluso proporcionan un kit para desarrolladores de software que brinda a los investigadores la capacidad de crear sus propias pruebas de diagnóstico.

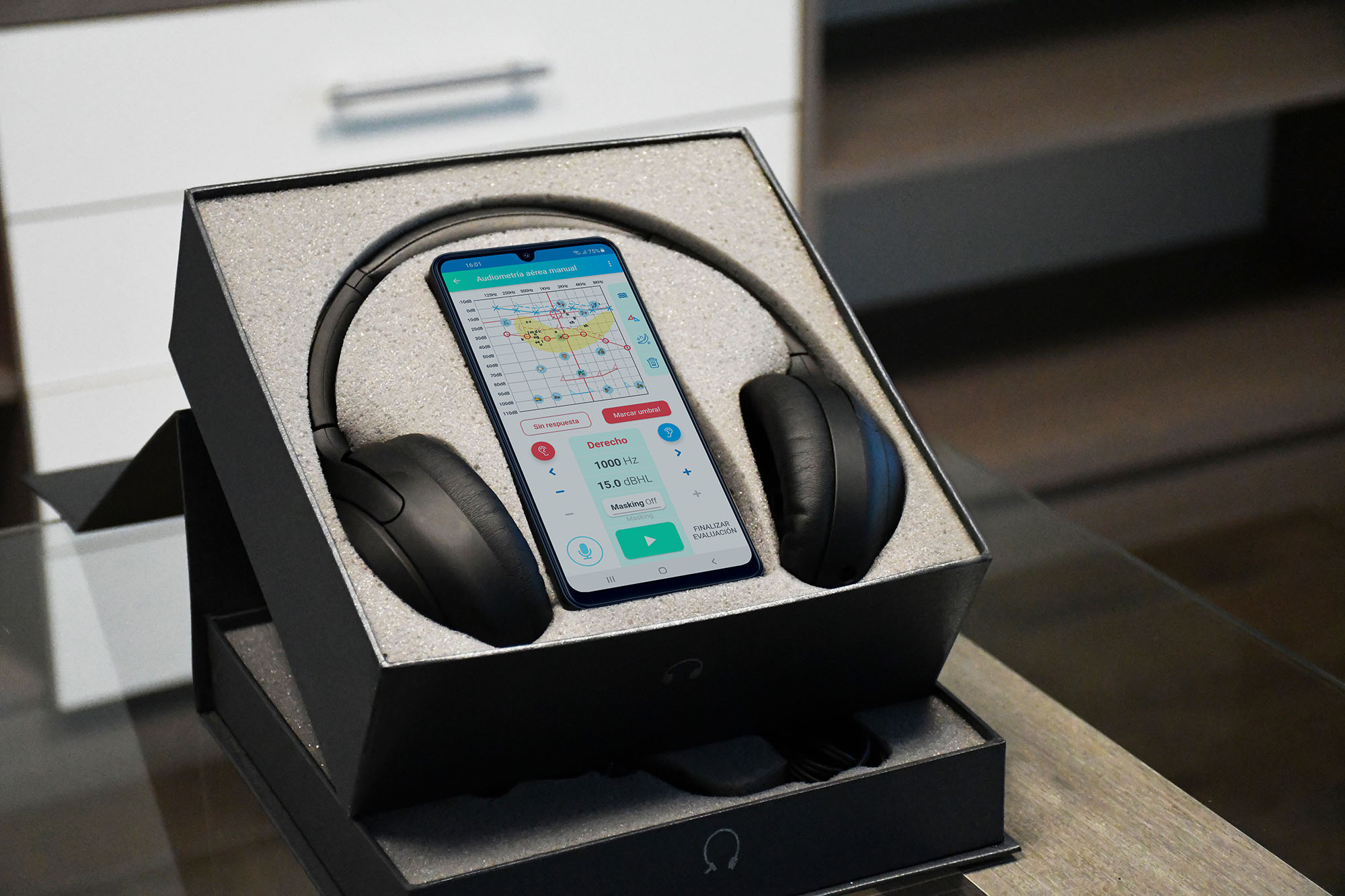
Audiómetro ultraportátil uSound - Tecnología de Diagnóstico Auditivo, de última generación

Un gran avance tecnológico de los últimos tiempos, son los audiómetros en dispositivos móviles, que brindan mayor autonomía a los profesionales de la salud auditiva; ya que les permite moverse de un lado a otro para realizar estudios a personas con movilidad reducida, e incluso llegar a lugares recónditos a los que no concurren los sistemas de asistencia sanitaria; o bien generar atenciones en establecimientos con grandes cantidades de trabajadores para medicina laboral, o medicina escolar en instituciones educativas.

## Funcionalidad
Un audiómetro generalmente transmite sonidos grabados como tonos puros o habla a los auriculares del sujeto de prueba a diferentes frecuencias e intensidades, y registra las respuestas del sujeto para producir un audiograma de sensibilidad umbral o perfil de comprensión del habla.

## Tipos
Los audiómetros de uso médico suelen ser una unidad de hardware integrada controlada desde un PC. Los audiómetros de software que se ejecutan en un PC también están disponibles comercialmente, pero su precisión y utilidad para evaluar la pérdida auditiva es cuestionable debido a la falta de un estándar de calibración. También existen los audiómetros en dispositivos móviles, que ofrecen una amplia variedad de estudios y funcionalidades, sin perder la precisión y utilidad de evaluación. Además de que, por su naturaleza, ofrecen actualizaciones periódicas, manteniendo el software al día.
El tipo más común de audiómetro genera tonos puros o transmite partes de conversaciones. Otro tipo de audiómetro es el audiómetro Bekesy, en el que el sujeto sigue un tono de amplitud creciente y decreciente a medida que el tono se extiende por el rango de frecuencia presionando un botón cuando se escucha el tono y soltándolo cuando no se puede escuchar, cruzando hacia atrás y adelante sobre el umbral de la audición. La audiometría de Bekesy generalmente produce umbrales más bajos y desviaciones estándar que la audiometría de tono puro.

## Normas
Los requisitos del audiómetro y el procedimiento de prueba se especifican en las normas IEC 60645, ISO 8253 y ANSI isoS3.6.